# Maxida Märak
Ida Amanda Märak, detta Maxida (Skarpnäck, 17 settembre 1988), è una cantante, rapper e attivista svedese.

## Biografia
Maxida Märak ha esordito nell'industria discografica con l'album in studio Mountain Songs and Other Stories (2014), in collaborazione con la Downhill Bluegrass Band; al disco ha fatto seguito l'LP Utopi (2019).
Nel novembre 2021 ha conseguito il suo primo ingresso nella Sverigetopplistan, facendo raggiungere a Elloise, certificata oro dalla IFPI Sverige, la 60ª posizione. Nell'aprile 2024 viene reso disponibile per il consumo il terzo LP, dal titolo Anekdot.

## Discografia

### Album in studio
- 2014 – Mountain Songs and Other Stories (con la Downhill Bluegrass Band)
- 2019 – Utopi
- 2024 – Anekdot

### EP
- 2016 – 1
- 2017 – 5
- 2019 – Ärr
- 2021 – Så mycket bättre: Tolkningarna
- 2022 – Arvet

### Singoli
- 2012 – Mountain Songs (con la Downhill Bluegrass Band)
- 2015 – Feel That Gold
- 2016 – Backa bak
- 2016 – Rebell
- 2017 – Andas
- 2017 – Långsamt
- 2018 – Baseball bat
- 2018 – Vill ni se en stjärna
- 2018 – Järnrör
- 2019 – Hatar
- 2019 – Letar lite ljus här
- 2021 – Jåhkåmåhkke
- 2021 – Salvador
- 2021 – Nu brinner ängarna
- 2021 – NikeSunnas joik
- 2021 – Eloise
- 2021 – Jag kommer hem igen till slut
- 2021 – Änglar
- 2022 – Dimma (feat. Melissa Horn)
- 2022 – Sirenerna (feat. Yei Gonzalez)
- 2022 – Ensamvarg
- 2022 – Korthus (feat. Joakim Berg & Maria Jane Smith)
- 2023 – Regn (feat. Elz)
- 2023 – Siri
- 2024 – Vuoddaga
- 2024 – Isbad

## Filmografia

### Cinema
- Glada hälsningar från Missångerträsk, regia di Lisa Siwe (2015)

### Televisione
- Midnattssol – serie TV (2016)